# Jorge Barco Ingelmo
Jorge Barco Ingelmo (Salamanca, 1977) es un poeta español en lengua castellana. 

## Biografía
Jorge Barco Ingelmo es filólogo y poeta. Ha  publicado artículos de opinión, entrevistas, crítica literaria y crítica musical en diversos medios.

## Publicaciones
Libros de poemas
- Algún día llegaremos a la luna (Fundación Jorge Guillén, 2008).

- Vivimos encerrados en burbujas transparentes (Origami, 2011).

- Ritmo latino (Visor, 2017).
- Jailhouse Rock (Isla Elefante, 2024).

Libros en colaboración
- Por amor a las viudas (Sr. Scott, 2020). Escrito junto a Rafa Pontes.

Antologías
- El principio celular (Origami, 2013).

Antologías colectivas (Selección)
- Iberia Polyglotta. Zeitgenössische Gedichte un Kurzprosa in den Sprachen der Iberischen Halbinsel. Titz: Axel Lenzen Verlag, Alemania, 2006.

- «Poetas de Castilla y León». En Punto de Partida. N.º 164. México, 2010.

- Nocturnos. Antología de los poetas y sus noches. Origami, 2011.

- «La deriva alucinada: Poesía en Salamanca». En Abril. N.º 46. Luxemburgo, 2013.

- En legítima defensa. Poetas en tiempos de crisis. Bartleby, 2014.
- Las mejores palabras. Visor, 2023.

## Premios
- Premio de la Academia Castellana y Leonesa de Poesía por Algún día llegaremos a la luna.

- Premio de Poesía Emilio Alarcos por Ritmo latino.